# Arachien
Arachien (Hebreeuws: ערכין, letterlijk schattingen) is het vijfde traktaat (masechet) van de Orde Kodasjiem (Seder Kodasjiem) van de Misjna en de Talmoed. Het beslaat negen hoofdstukken.
Het traktaat Arachien bevat een uiteenzetting van de waardeschattingen zoals die in Leviticus 27 staan beschreven.
Bechorot bevat alleen Gemara (rabbijns commentaar op de Misjna) in de Babylonische Talmoed, bestaande uit 34 folia en komt aldus in de Jeruzalemse Talmoed niet voor.